# Sint-Jozefkerk (Velsen-Noord)
De Sint-Jozefkerk is een kerk aan de Wijkerstraatweg 55 in het Noord-Hollandse Velsen-Noord. De kerk werd gebouwd van 1908 tot 	1928 naar ontwerp van Jan Stuyt. Sinds 2001 staat het gebouw ingeschreven als rijksmonument in het monumenten register.

## Orgel
In de kerk bevindt zich een orgel uit 1928 dat is gebouwd door firma B. Pels. Het orgel wordt niet meer gebruikt en alleen de frontpijpen en speeltafel zijn nog aanwezig. Men gebruikt het Monarke orgel, dat staat opgesteld in het koorgedeelte van de kerk.

## Foto's

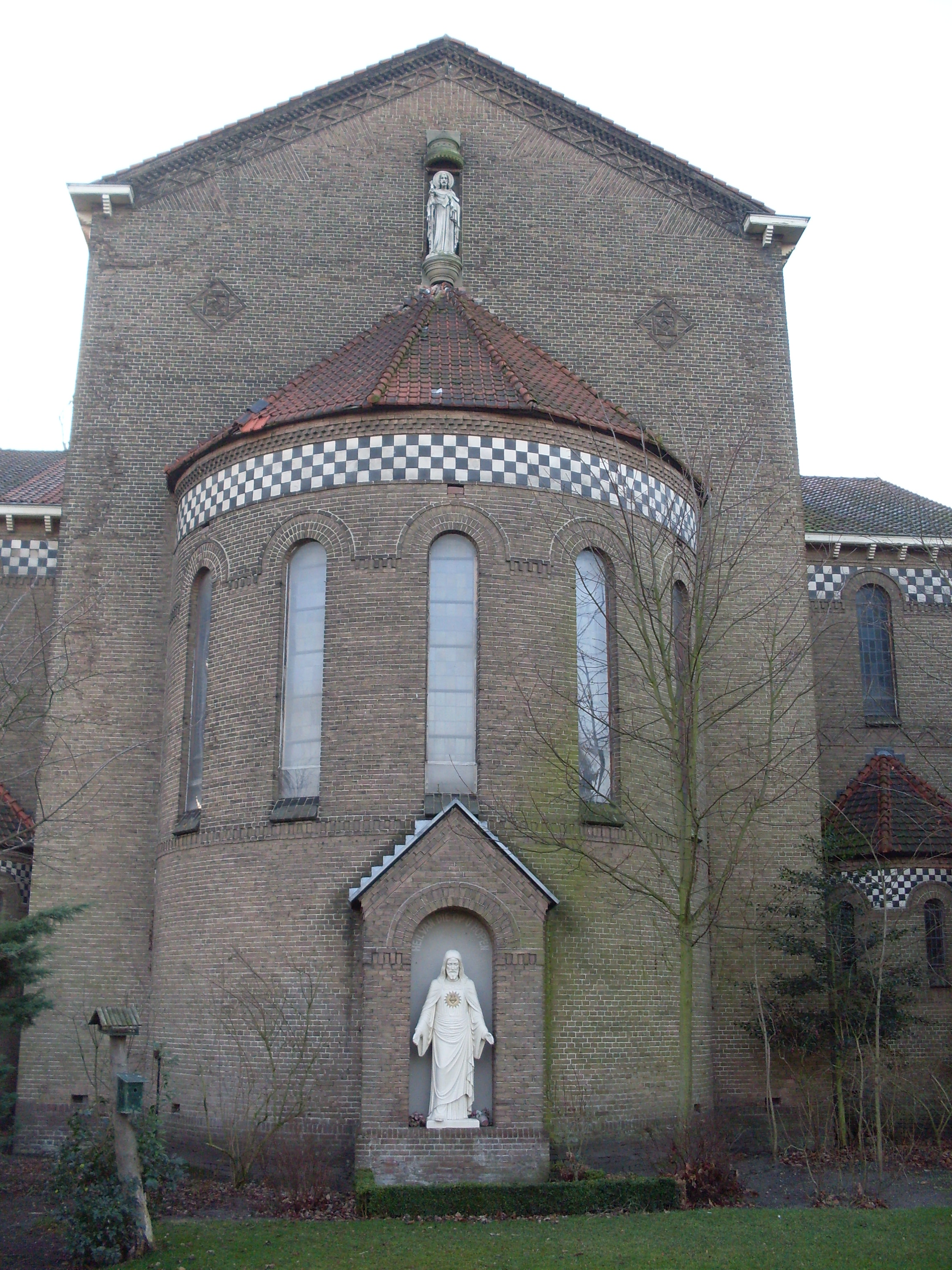
Achterzijde
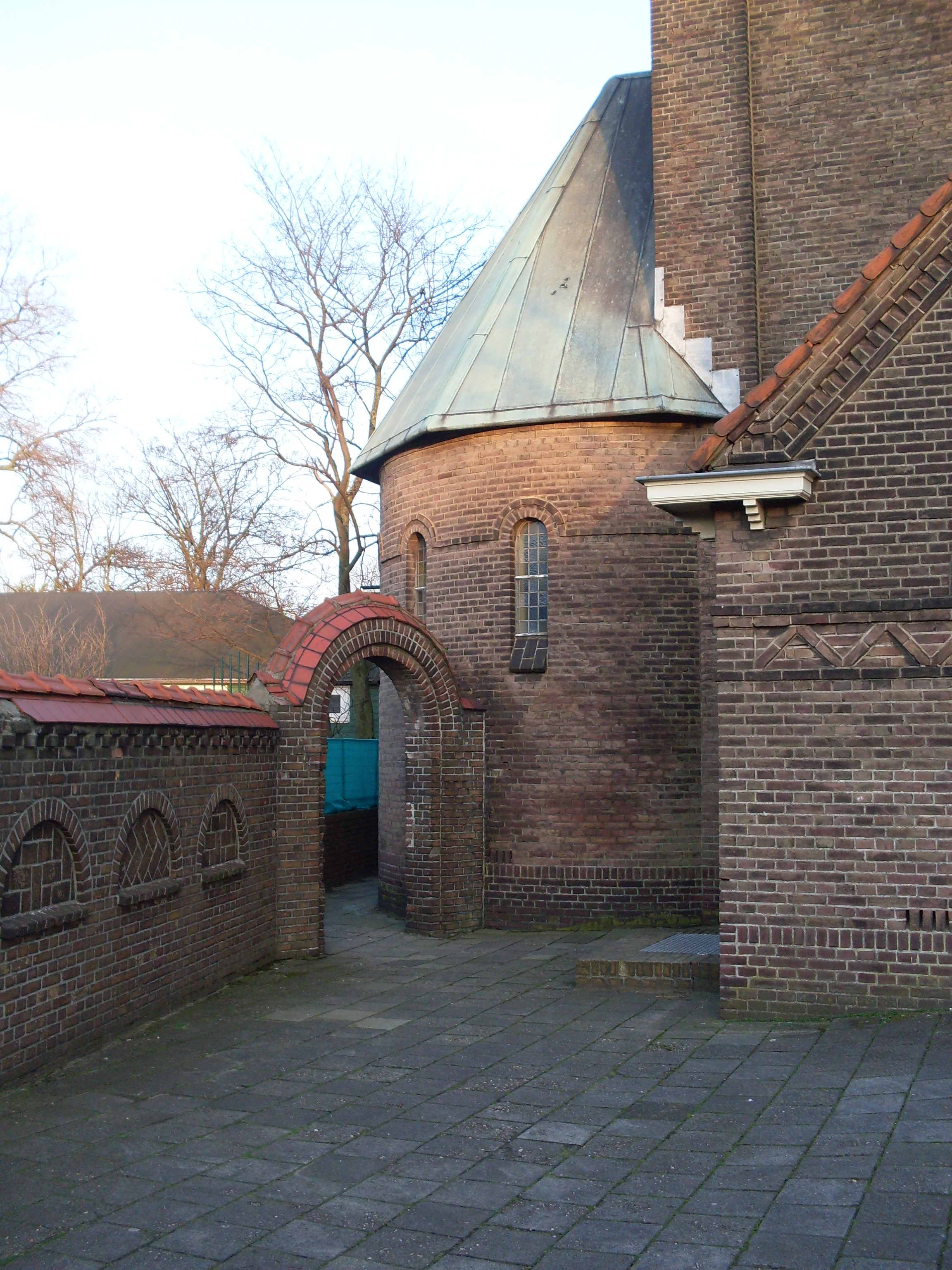
Detail